# Центральное управление криминальной полиции
Центральное управление уголовной полиции (груз. ცენტრალური კრიმინალური პოლიციის დეპარტამენტი) Это государственный орган, который служит обществу и обеспечивает безопасность каждого гражданина.

## История
Центральное управление уголовной полиции Основными задачами Центрального управления уголовной полиции являются: Борьба с преступностью в пределах своей компетенции; обеспечение розыска и ареста обвиняемых и осужденных, а также пропавших без вести лиц, установление местонахождения неопознанных тел; Борьба, предупреждение, выявление и пресечение преступлений, связанных с незаконной миграцией; предотвращение задержания иностранцев на территории Грузии без законных оснований и их возвращение в пункт назначения
доставка (центр временного размещения/место временного содержания); обеспечение соблюдения требований уголовного законодательства; борьба с незаконным лишением свободы, торговлей людьми, незаконным оборотом наркотиков и международным оборотом наркотиков, включая незаконный оборот оружия, в том числе оружия массового поражения и его компонентов; организация превентивных мероприятий по предупреждению преступлений, совершаемых несовершеннолетними, в порядке, установленном Министром; расследование киберпреступлений; обеспечение безопасности участников уголовного процесса и реализация специальных мер защиты; осуществление оперативно-розыскных мероприятий в порядке, установленном законом; применение мер уголовно-процессуального принуждения и рассмотрение уголовных дел в случаях, отнесенных к его компетенции, на основаниях и в порядке, которые установлены уголовно-процессуальным законодательством Грузии;